# جون كلاركسون جاي
جون كلاركسون جاي (بالإنجليزية: John Clarkson Jay)‏ هو عالم طبيعي وطبيب أمريكي، ولد في 11 سبتمبر 1808 في نيويورك في الولايات المتحدة، وتوفي في 15 نوفمبر 1891 في ري في الولايات المتحدة.